# El Peyote Asesino (álbum)
El Peyote Asesino es el álbum debut de la banda uruguaya de rap rock homónima, publicado el 20 de octubre de 1995 bajo el sello Orfeo y producido de Gabriel Casacuberta. Después de que Juan Campodónico y Fernando Santullo —conocido por su alias «L. Mental»— formaran la banda a finales de 1994, y se sumasen dos miembros nuevos después del retiro del baterista Roberto Rodino, presentan una demo en el concurso «Generación 95» auspiciado por Rock de primera, Control remoto y X FM 100.3, siendo declarados ganadores por el jurado. El premio del concurso eran horas de estudio para un disco; se grabó entre julio y octubre de ese mismo año. 
El disco fue bien recibido por la prensa uruguaya, donde varios medios destacaron la musicalidad, el uso del spanglish en diversas canciones, las referencias a la cultura popular, líricas y tres versiones que realizaron de otros artistas; también se postula como uno de los mejores álbumes del rock uruguayo por el periódico El País. Con el tiempo el disco generó impacto en el movimiento underground montevideano, llegó a vender 1000 copias siendo así el álbum más vendido de Uruguay en los primeros meses de 1996.

## Antecedentes
A finales de 1994, Juan Campodónico y Fernando Santullo formaron El Peyote Asesino, cuyo nombre remite al cactus alucinógeno que utilizan los indígenas huicholes mexicanos en sus rituales; sin embargo, también refiere a la tira cómica de culto mexicana El Santos, que toma sarcásticamente elementos de la subcultura hippie, y uno de los personajes de esa tira es El Peyote Asesino. Campodónico y Santullo fueron hijos del exilio, de familias que se han refugiado en México durante la dictadura cívico-militar de Uruguay de 1973. El 28 de agosto hicieron su debut en el pub El Perro Azul. Campodónico consideró el sitio como «un bolichito muy pequeño, sin escenario, a piso», y «muy bueno». Originalmente en la agrupación estaba Roberto Rodino en batería, pero pronto después se retiraría y fue reemplazado por Carlos Casacuberta (voz y guitarra) y José «Pepe» Canedo (batería); en la cual el primero también fue hijo del exilio durante la dictadura. Ambos aparecieron por primera vez en la segunda presentación de la banda en otro pub llamado Big Bang ubicado en Parque Rodó (Montevideo), donde llegaron a tocar seis canciones. Posteriormente a esa presencia le seguirían otras como el Encuentro de Arte Joven La Movida y varias en el movimiento underground montevideano. En el mes de noviembre presentan una demo en el concurso «Generación 95», auspiciado por «Rock de primera» —suplemento del periódico Últimas Noticias—, Control remoto —programa de música de Canal 10— y X FM 100.3. Fueron declarados ganadores por el jurado y, como premio, recibieron horas de grabación en un estudio para un disco y un puñado de guitarras marca Samick.

## Grabación y composición
| «Sobre la grabación del disco te diría que, en realidad fue todo como de rebote. No teníamos fijado grabar un disco, había un pequeño demo que habíamos grabado y que circulaba por ahí. Nos presentamos a un concurso que organizaba la X, Control remoto y el suplemento Rock de Primera, el concurso “Generación 95”, en el cual el premio era grabar un compacto, y bueno, salimos. Fue todo como de improviso, tuvimos que componer los temas de apuro para ese disco».—Carlos Casacuberta para F.M. en abril de 1998. |

El Peyote Asesino se grabó entre los meses de julio y octubre de 1995 en el Estudio del Cordón, ubicado en Montevideo (Uruguay). Lo produjo Gabriel Casacuberta, hermano de Carlos, y el ingeniero de sonido era Luis Restuccia. El vocalista principal de la banda, Fernando Santullo comentó: «A veces yo decía “quiero que mi voz suene un poquito más podrida”, y de repente a Luis le decía “podrida” y se imaginaba algo que tenía olor feo, pero Gabriel, como había escuchado a los Beastie Boys, actuaba de nexo». Gustavo Santaolalla, tenía interés en remezclar su primer disco y lanzarlo globalmente, pero posteriormente dio el rol de productor para el segundo trabajo de la banda, Terraja (1998). Su estilo combina rock, con funk, hardcore y hip hop. Las letras de El Peyote Asesino están escritas sin intención de decir algo en específico, sino más bien transmitir actitud: «Queremos evitar decir cómo son las cosas, dar un mensaje de algún tipo. Las palabras están allí muchas veces porque suenan bien en ese punto, porque rítmicamente son atractivas. Usamos palabras que están en el lenguaje de todos los días». Contiene trece canciones en total, tres de las cuáles son covers, y una es la versión radio de «Wanker», tercera pista del disco. Carlos Casacuberta durante una entrevista con el programa La Púa de Teledoce recordó: «Era un Peyote mucho más funky, eléctrico, era un Peyote mucho más Chilli Peppers. Había cosas raras: “Todos muertos” terminó siendo una canción punk y era una canción de reggae». Para las letras del disco, Santullo creó un seudónimo suyo llamado «L. Mental», y a partir de ahí fue la principal fuente de composiciones del disco como las canciones «L. Mental» o «El Peyote Asesino». El vocalista para Rise! en 2009, develó como surgió ese sobrenombre: «Lo de “L. Mental”, que por cierto he abandonado, viene de burlarse de los nombres raperos que se dan para adelante: Master P, Grandmaster Flash, etcétera. Quise un nombre que tuviera algo medio auto denigrante, por eso “L. Mental”»; actualmente ya no se siente identificado bajo ese alias: «No. Demasiadas canas en la barba. Ya no se puede». Los propios miembros de la banda para Rock de primera dijeron: «La música que hacemos es básicamente un papelón. Lo que pasa es que hay gente a la que le gusta. A nosotros nos gusta», aunque reconocen «cualidades del rock producido con prolijidad milimétrica». La canción «La concha», una de las pistas regrabadas de su disco predecesor, fue descrita como «un candombe-funk» por Gabriel Pavaroti para Rolling Stone Argentina en octubre de 1998.
Tuvieron que apresurar los procesos de composición para el disco, debido a que en aquel momento la banda no tenía experiencia en tocar. Campodónico dijo: «Tuvimos que armarnos de golpe y comenzar a ensayar fuerte» y Casacuberta reveló: «Yo en realidad me hice músico de viejo, tuve que aprender a tocar la guitarra y cantar. “L. Mental” [Santullo] no era cantante, tuvo que agarrar todos los piques, creo que, en realidad, se dedicó al rap porque no era un cantante y deliraba con estar en un escenario y bueno, el tipo de música que le daba esa cabida era el hip hop». Él mismo dio más detalles al respecto de cómo se involucró a la agrupación, argumentando que con la poca experiencia musical que tenía acudía a Campodónico para tener ensayos:

«Fernando [Santullo] lo había descifrado porque entre otras cosas había viajado a Nueva York, se volvió con un montón de discos y probablemente tenía el único ejemplar de, no sé, House of Pain o los Beastie Boys de Check Your Head. Pero lo que trajo el hip hop fue una bomba. (...) Yo en Peyote aprendí todo, porque hasta fui con Juan [Campodónico] a comprarme el primer equipo de guitarra que tuve, yo no sabía prenderlo, era una cosa pesada, como si fuera un mueble, una cosa de madera horrible, y me lo tuve que llevar en brazos. Ese es un poco el símbolo de lo que fue: un lugar donde todos aprendimos juntos, como parte del juego. Siempre pienso que El Peyote me dio la posibilidad de existir musicalmente».
Carlos Casacuberta

## Lanzamiento, promoción y reediciones
El Peyote Asesino salió a la venta el 20 de octubre de 1995 a través del sello Orfeo. Originalmente se llegó a editar en los formatos CD y casete. El arte del disco fue realizado por el diseñador Federico Macazaga; en la portada se puede apreciar al personaje de la tira de cómic mexicana El Santos El Peyote Asesino, mientras que en el extremo izquierdo y derecho están Los Zombies de Sahuayo, también de la misma tira. Los tres personajes están hechos de plastilina. El disco vendió 1000 copias, convirtiéndose en el álbum de rock uruguayo más vendido durante los primeros meses de 1996. En el libro La Era del Casete: Escritos de rock uruguayo 1985-1995 el autor Tabaré Couto comentó: «El primer grupo uruguayo que superó en casete la barrera de las quinientas copias, dio validez a su edición ya en CD y tiempo después logró internacionalizarse fue El Peyote Asesino». Para promocionarlo la banda grabó el video musical de la canción «L. Mental», dirigido por Pablo Casacuberta —hermano de Carlos—, que se empezó a difundir en el programa de música Control remoto. El video se centra en los miembros de la banda interpretando la canción en un escenario, mientras que en otras escenas aparecen en una bañera, más concretamente en el sanitario doméstico de Carlos.  Otras escenas del audiovisual fueron grabadas por Marcelo Casacuberta —otro hermano de Carlos—, José María Ciganda, y la producción fue de Charlone Producciones. Santullo dijo: «Ese video lo filmamos nosotros con una cámara casera en la casa de Carlitos», mientras que el propio Casacuberta comentó: «Más precisamente en el baño, son unas tomas super comunes y nos encantaron y por eso decidimos hacerlo».
Con el paso de los años el álbum ha sido reeditado dos veces: en 2009 se fabricó una reedición en disco compacto bajo el sello Bizarro —discografica que editaría el tercer disco de la banda, Serial (2021)—, y posteriormente en 2021 se editó en formato vinilo. Para celebrar la nueva edición del álbum en este formato, Casacuberta público vía redes sociales: «En 1995, empezaba con un ruidito a púa sampleado. Ahora se cierra el círculo», esto haciendo referencia al tema de apertura «El Peyote Asesino».

## Recepción y legado
El Peyote Asesino en el momento de su lanzamiento generó impacto en el movimiento underground montevideano. Con su salida, la banda fue precursora de la movida hip hop uruguaya, Campodónico comentó: «Fuimos los primeros y con nosotros, comenzó toda una movida que está bárbara, por suerte. En una época era como medio raro tocar hip hop, y nadie te daba bola, en los toques había cuatro o cinco locos. Hoy son de los espectáculos más concurridos del Uruguay, aunque hoy justamente no se dio el caso. Creo que nuestro apogeo se dio hace dos años, pero ahora con la salida del disco nuevo [Terraja] vamos a ver». A su vez se postula entre los mejores álbumes de rock uruguayo: en el periódico El País forma parte de la lista de 50 mejores discos de la historia de la música uruguaya ubicándose en la casilla 48. En la revisión indica: «Lo que llamó la atención, y llama la atención hasta hoy, es un sonido óptimo para los recursos técnicos de la época, y para un disco grabado con horas de estudio ganadas en un concurso de tevé. Dosis de rap rock pesado con “El Peyote Asesino” como carta de presentación, tenía vigor, sexualidad y una amplitud ejemplificada en las versiones “Satisfaction” y “Gavilán o paloma / El ojo blindado”». Según Carlos Dopico en su libro Hoy como ayer: Apuntes de colección. Anécdotas de la música uruguaya 1968-2004 fue un disco que dio a la banda «éxito inmediato y proyección internacional».
Ariel Scarpa de Sólo Rock Uruguay durante su reseña al disco dijo que «resultaba casi imposible permanecer imperturbable ante el ataque de “Todos muertos”, “H.K.” o “La concha”, o no dejarse cautivar por “El Peyote Asesino”, “Lyrics” o la impecable versión de “Satisfaction”. Un sonido preciso y contundente que mostraba claramente que El Peyote iba en serio y que estaba dispuesto a plantar una bandera que revolucionaría el rock nacional del momento». Concluyó diciendo: «Hoy, veintiséis años después, El Peyote Asesino [disco y banda] tienen su merecida edición en vinilo, la que en breve estará a la venta. Será una perfecta anticipación del más que esperado nuevo disco de El Peyote, algo de lo que ellos han adelantado algo en sus espectáculos en vivo y que ha generado una gran expectativa. Por esto, mientras seguimos esperando, qué mejor que hacerlo con un vinilo de un disco que, como algunos pocos en el rock nacional, marcaría un antes y un después».
Carlos Dopico al hacer su revisión para la revista Dossier dijo que «sus textos no eran del todo claros, una mezcla de humor negro, corrosión, chilango, spanglish, películas, actores y rimas disparatadas. Bastante después entenderíamos que aquella entidad en la que se cobijaban varios músicos que habían compartido el exilio era mucho más que la suma de las partes. El Peyote pronunciaba sentencias demoledoras o frases desenfrenadas que ninguno de sus miembros por separado podría jamás enunciar». A su vez comentó que las canciones «L. Mental», «El Peyote Asesino» y «La concha» «se volvieron clásicos y detonaron en cada presentación». Santullo expresó como le llamó la atención el éxito de la banda, «porque trataba temas que eran desagradables para el mainstream, incluso para la crítica». Los propios miembros de la banda comentaron:

«El disco debut de Peyote Asesino fue la primera prueba material de que lo que hacíamos en vivo podía ser trasladado al estudio sin perder su espíritu. Para varios de nosotros fue además la primera vez que pisábamos seriamente un estudio de grabación. De yapa, en ese estudio te esperaba Luis Restuccia, el tipo que había grabado a Jaime Roos. Ese debut fue la cristalización de un trabajo de dos años en los que el grupo fue encontrando y desarrollando una forma de componer y tocar en simultáneo, sin parar. El debut de Peyote fue, en definitiva, lo que nos confirmó como una banda real y tangible».
El Peyote Asesino

## Lista de canciones
Todas las canciones escritas por El Peyote Asesino excepto donde se indique.

| N.º   | Título                               | Escritor(es)                                                  | Duración |  |
| 1.    | «El Peyote Asesino»                  |                                                               | 6:02     |  |
| 2.    | «Chupando la cuchara»                |                                                               | 3:58     |  |
| 3.    | «Wanker»                             |                                                               | 2:54     |  |
| 4.    | «Todos muertos»                      |                                                               | 3:31     |  |
| 5.    | «Satisfaction»                       | Mick Jagger Keith Richards                                    | 2:37     |  |
| 6.    | «Lyrics»                             |                                                               | 2:05     |  |
| 7.    | «L. Mental»                          |                                                               | 3:08     |  |
| 8.    | «H.K.»                               |                                                               | 3:33     |  |
| 9.    | «Tanta parla»                        |                                                               | 4:07     |  |
| 10.   | «Gavilán o paloma / El ojo blindado» | Rafael Pérez Botija Diego Arnedo Jorge Daffunchio Luca Prodan | 3:05     |  |
| 11.   | «La concha»                          |                                                               | 1:31     |  |
| 12.   | «Wanker» (Versión Radio)             |                                                               | 3:05     |  |
| 13.   | «Penicilina» (Bonus Track)           | Fabian Hernández Gabriel Peluffo Gustavo Parodi Marcelo Lasso | 2:50     |  |
| 42:31 |                                      |                                                               |          |  |

Notas
1. ↑  Cover de The Rolling Stones.
2. ↑  Covers de Rafael Pérez Botija y la banda argentina Sumo, respectivamente.
3. ↑  Cover de la banda uruguaya Los Estómagos.

## Posicionamiento en listas

### Mensuales
| Lista (2021)  | Mejor posición |
| ------------- | -------------- |
| Uruguay (CUD) | 7              |

## Créditos
| - Fernando Santullo – voz - Carlos Casacuberta – voz, guitarra - Juan Campodónico – guitarra, samplers - Daniel Benia – bajo eléctrico - José Canedo – batería | - Gabriel Casacuberta, El Peyote Asesino – producción - Gabriel Casacuberta – sonidos adicionales - Luis Restuccia – ingeniero de grabación - Jorge Mullet, Víctor Rodríguez – asistentes - Federico Macazaga – diseño |

Fuente: Notas interiores del álbum y Discogs.